# 135-й пушечный артиллерийский полк
135-й пушечный артиллерийский полк — воинское подразделение в вооружённых силах СССР во время Великой Отечественной войны.

## История
Сформирован 12.04.1931 года.
На 22.06.1941 года дислоцировался в селе Шкло, Немировского района, артиллерийские лагеря стояли в селе Грушево. Был оперативно подчинён начальнику артиллерии КОВО, по плану прикрытия границы подчинялся начальнику артиллерии 6-й армии. На вооружении полка находились 24 122-мм пушек и 24 152-мм гаубиц-пушек.
В составе действующей армии с 22.06.1941 по 28.10.1941 года.
Ведёт боевые действия в первого дня войны. Полк начал боевые действия удачно, по немецким данным в районе действий полка отмечался сильный артиллерийский огонь советской артиллерии, в частности по окраинам Любачева уже в 7-45 утра. Вследствие артиллерийского огня был тяжело ранен командир 194-го пехотного полка полковник Шмидт, а спустя час там же убит командир 171-го артиллерийского полка полковник Рор.
В ночь на 23.06.1941 года придан 41-й стрелковой дивизии, и опять же действовал эффективно, в частности 24.06.1941 года командир 4-го армейского корпуса Шведлер попросил у командующего 17-й армии Штюльпнагеля дополнительную авиацию для борьбы с артполками в районе Рава-Русской.
Полк понёс потери вследствие быстроорганизованной контрбатарейной стрельбы, часть имущества был вынужден оставить в местах дислокации, но тем не менее отступил вместе с 41-й стрелковой дивизией в район Добросин сохранив боеспособность.
Известно, что на 02.08.1941 года полк занимал позиции в местечке Гоголев на восточном берегу Днепра под Киевом, а в сентябре 1941 года находился в составе 37-й армии.
Уничтожен в Киевском котле. 28.10.1941 расформирован официально.

## Полное наименование
- 135-й пушечный артиллерийский полк Резерва главного командования

## Подчинение
| Дата            | Фронт (округ)      | Армия      | Корпус (группа) | Примечания |
| --------------- | ------------------ | ---------- | --------------- | ---------- |
| 22.06.1941 года | Юго-Западный фронт | 6-я армия  | -               | -          |
| 01.07.1941 года | Юго-Западный фронт | 6-я армия  | -               | -          |
| 10.07.1941 года | Юго-Западный фронт | 6-я армия  | -               | -          |
| 01.08.1941 года | Юго-Западный фронт | -          | -               | -          |
| 01.09.1941 года | Юго-Западный фронт | 37-я армия | -               | -          |

## Командование
командир
полковник И.С. Мазун (по свидетельству очевидцев погиб под Золочевым 29.06.1941 года, официально - пропал без вести)
заместитель командира полка
Кулешов, Григорий Данилович (1940-09.1941)
начальник штаба полка
майор Н. И. Лугин

## Память
- Обелиск «Воинам 135-го артполка, сражавшимся на этих рубежах в июне 1941 года» в селе Грушево